# Кејти Смит
Кејти Смит (енгл. Katie Smith; Логан, 4. јун 1974) је кошаркашки тренер и бивша америчка кошаркашица која је играла у оквиру Женске националне кошаркашке асоцијације. Играла је на позицији бека, а понекад и на позицијама крила и плејмејкера. Са 7.000 поена, рекордер је у историји женске професионалне кошарке. Године 2016. именована је у топ 20 играча WNBA. Од октобра 2017. године тренира клуб Њујорк либерти.

## Приватан живот
Смитова је рођена у Логану у Охају где је провела младост. Кошарком је почела да се бави у петом разеду основне школе, када је заиграла за мушки кошаркашки тим, а такође тренирала је степовање и балет као млађа. Њен отац Џон био је играч америчког фудбала у оквиру Охајо универзитета, а по струци је зубар. Њен млађи брат Том играо је фудбал, такође на Охајо универзитету, где је освојио велики број награда за своја достигнућа. Њен старији брат Џон такође је тренирао фудбал, а тренутно је фудбалски тренер у Бексли средњој школи

## Кошарка у средњој школи
Смитова је похађала средњу школу Логан, где је за допринос кошарки награђена Геториџ наградом за играча године, током њене друге године школовања, када је играла за тим Лејди чифтејнс. Именована је у средњошколски свеамерички тим од стране женске кошаркашке асоцијације. Учествовала је у WBCA средњошколском свеамеричким играма 1992. године током којих је постигла 14 поена и освојила МВП награду

## Каријера на колеџу
Смитова је похађала Охајо универзитет у Коламбусу, у периоду од 1992. до 1996. године и помогла свом тиму Охајо да освоји шампионат у њеној првој години школовања. Током њеног школовања, Смитова је оборила рекорд по броју поена у мушкој и женској категорији. Проглашена је за најбољег играча године током друге године колеџа и добила награду Chicago Tribune Silver Basketball.
Дипломирала је 1996. године на смеру зоологије. 21. јануара 2001. године Универзитет Охајо је због њеног кошаркашког доприноса, у њену част, прогласио број њенога дреса јединственим. Њено име забележено је у галерији славних Охајо универзитета, у октобру 2001. године. 

## Колеџ статистика
| Година    | Тим               | ОУ  | Поени | ПШ%   | 3П%   | СПУ | АПУ | УПУ | БПУ | ППУ  |
| --------- | ----------------- | --- | ----- | ----- | ----- | --- | --- | --- | --- | ---- |
| 1992—1993 | Универзитет Охајо | 32  | 578   | 50.4% | 80.8% | 5.8 | 3.3 | 1.8 | 0.1 | 18.1 |
| 1993—1994 | Универзитет Охајо | 28  | 616   | 49.3% | 81.9% | 6.1 | 3.1 | 1.1 | 0.2 | 22.0 |
| 1994—1995 | Универзитет Охајо | 30  | 639   | 45.3% | 84.4% | 5.8 | 3.6 | 1.2 | 0.1 | 21.3 |
| 1995—1996 | Универзитет Охајо | 34  | 745   | 43.6% | 87.2% | 5.1 | 4.3 | 1.4 | 0.0 | 21.9 |
| Укупно    | Универзитет Охајо | 124 | 2578  | 46.9% | 83.8% | 5.7 | 3.6 | 1.4 | 0.1 | 20.8 |

## Кошарка за Сједињене Државе
Смитова је приступила женској кошаркашкој репрезентацији Сједињених Држава У19, на Светком кошаркашком шампионату до 19. година, 1993. године. Њен тим победио је првих пет утакмица и изгубио последње две заузевши седмо место на табели. Смитова је била друга најбоља у свом тиму са 9,9 поена просечно по мечу.
Године 1995. Смитова је заиграла за женску кошаркашку репрезентацију Сједињених Држава у Фукоки на Универзијади одржаној у августу и септембру 1995. године. Њен тим победио је пет утакмица, а у финалу доживео пораз и тако узео сребрну медаљу. Након победе над женском кошаркашком репрезентацијом Југославије и Русије, меч у финалу, кошаркашице Сједињених Држава изгубиле су од селекције Италије. Смитова је током овог такмичења постизала просечно 4,4 поена по утакмици..
Године 1996. позвана је на Џоунс куп да поново игра за селекцију Сједињених Држава. Дала је велики допринос свом тиму који је остварио 9 узастопних победа и освојио златну медаљу у овом такмичењу. Смитова је постизала 6,8 поена просечно по мечу.
Као члан женске кошаркашке репрезентације Сједињених Држава, заиграла је и на Олимпијским играма, освојивши тако златну медаљу 2000, 2004 и 2008. године. Медаље светског шампионата са тимом Сједињених Држава освојила је 1998. и 2002. године.

## WNBA каријера
Године 2005. Смитова је постала прва професионална кошаркашица која је постигла преко 6.000 поена у каријери . На крају каријере 2013. године имала је укупно 7.885 поена у професионалној кошарци.
У периоду од 1999. до 2005. године Смитова је играла за Минесоту линкс, где је била најбољи шутер. 30. јула 2005. године из Минесоте линкс прешла је у том Детроит шок. Исте, 2006. године, Смитова је постала прва WNBA кошаркашица која је освојила све олстар игре и једина играчица која је освојила шампионат у АБЛ и WNBA такмичењу. 2008. године проглашена је за МПВ WNBA.
16. марта 2011. године од стране тим Ситл сторм позајмљена је клубовима Вашингтон мистик и Индијана февер. 11. септембра 2011. године, Смитова је постала тек трећа кошаркашица WNBA лиге која је постигла преко 6.000 поена током професионалног бављења кошарком. 2003. године заиграла је за тим Њујорк либерти и играла у њему до пензионисања, 2013. године. На крају сезоне 2013. године именована је за помоћног тренера тима Њујорк либерти, да би постала главни тренер истог тима у октобру 2017. године.

## WNBA статистика каријере

### WNBA сезоне
| Сезона   | Екипа             | ОУ  | СУ  | МПУ  | ПШ%  | 3П%  | СБ%  | СПУ | АПУ | УПУ | БПУ | ППУ  |
| -------- | ----------------- | --- | --- | ---- | ---- | ---- | ---- | --- | --- | --- | --- | ---- |
| 1999     | Минесота линкс    | 30  | 29  | 32.4 | 38.7 | 38.2 | 76.6 | 2.9 | 2.0 | 0.6 | 0.3 | 11.7 |
| 2000     | Минесота линкс    | 32  | 32  | 37.3 | 42.1 | 37.9 | 86.9 | 2.9 | 2.8 | 1.4 | 0.2 | 20.2 |
| 2001     | Минесота линкс    | 32  | 32  | 38.6 | 39.3 | 35.4 | 89.5 | 3.8 | 2.2 | 0.7 | 0.2 | 23.1 |
| 2002     | Минесота линкс    | 31  | 31  | 36.7 | 40.4 | 33.0 | 82.4 | 3.0 | 2.5 | 1.0 | 0.2 | 16.5 |
| 2003     | Минесота линкс    | 34  | 34  | 34.9 | 45.7 | 39.0 | 88.1 | 4.1 | 2.5 | 0.7 | 0.2 | 18.2 |
| 2004     | Минесота линкс    | 23  | 23  | 34.8 | 43.1 | 43.2 | 89.9 | 3.7 | 2.3 | 1.0 | 0.3 | 18.8 |
| 2005*    | Минесота линкс    | 23  | 23  | 33.3 | 38.3 | 33.7 | 78.9 | 2.4 | 2.7 | 1.1 | 0.1 | 13.3 |
| 2005*    | Детроит шок       | 13  | 9   | 30.3 | 37.4 | 32.7 | 76.5 | 2.2 | 2.0 | 0.4 | 0.2 | 9.5  |
| 2005     | Укупно            | 36  | 32  | 32.3 | 38.0 | 33.3 | 78.2 | 2.3 | 2.4 | 0.8 | 0.1 | 11.9 |
| 2006     | Детроит шок       | 34  | 34  | 33.4 | 40.7 | 36.6 | 91.2 | 2.7 | 3.3 | 0.7 | 0.1 | 11.7 |
| 2007     | Детроит шок       | 34  | 34  | 34.3 | 36.1 | 31.1 | 84.7 | 3.8 | 3.6 | 1.2 | 0.1 | 13.2 |
| 2008     | Детроит шок       | 34  | 34  | 33.9 | 38.3 | 36.0 | 88.7 | 2.8 | 4.0 | 0.9 | 0.1 | 14.7 |
| 2009     | Детроит шок       | 27  | 27  | 33.1 | 43.5 | 43.2 | 91.8 | 2.3 | 2.8 | 0.8 | 0.1 | 13.7 |
| 2010     | Вашингтон мистик  | 33  | 33  | 30.8 | 39.5 | 36.2 | 76.4 | 2.1 | 2.6 | 0.7 | 0.2 | 9.5  |
| 2011     | Ситл сторм        | 34  | 3   | 25.1 | 39.5 | 39.5 | 85.7 | 2.3 | 2.0 | 0.7 | 0.2 | 7.5  |
| 2012     | Ситл сторм        | 34  | 31  | 27   | 41.2 | 40   | 83.8 | 2.7 | 2.1 | 0.6 | 0.1 | 6.7  |
| 2013     | Њујорк либерти    | 34  | 30  | 26.6 | 37.4 | 31.5 | 84.8 | 1.9 | 1.8 | 0.7 | 0.2 | 6.1  |
| Каријера | 14 година, 4 тима | 448 | 409 | 33.1 | 40.5 | 36.9 | 85.9 | 2.9 | 2.7 | 0.9 | 0.2 | 13.9 |

### Плеј-оф
| Сезона   | Екипа            | ОУ | СУ | МПУ  | ПШ%  | 3П%  | СБ%  | СПУ | АПУ | УПУ | БПУ | ППУ  |
| -------- | ---------------- | -- | -- | ---- | ---- | ---- | ---- | --- | --- | --- | --- | ---- |
| 2003     | Минесота линкс   | 3  | 3  | 40.0 | 42.9 | 35.7 | 91.7 | 4.3 | 3.0 | 0.3 | 0.0 | 17.3 |
| 2005     | Детроит шок      | 2  | 2  | 33.5 | 26.9 | 20.0 | 96   | 3.0 | 0.5 | 4   | 0.0 | 10.5 |
| 2006     | Детроит шок      | 10 | 10 | 36.8 | 43.6 | 4    | 73.5 | 2.5 | 4.0 | 0.5 | 0.0 | 14.7 |
| 2007     | Детроит шок      | 11 | 11 | 35.7 | 34.1 | 34.2 | 76.0 | 3.2 | 3.6 | 0.7 | 0.2 | 12.2 |
| 2008     | Детроит шок      | 9  | 9  | 34.3 | 41.0 | 35.4 | 75.8 | 4.0 | 2.4 | 0.4 | 0.1 | 15.3 |
| 2010     | Вашингтон мистик | 2  | 2  | 27.5 | 33.3 | 14.3 | 83.3 | 4.0 | 1.0 | 0.5 | 0.0 | 7.0  |
| 2011     | Ситл сторм       | 3  | 0  | 25.3 | 17.4 | 28.6 | 96   | 3   | 2.3 | 0.7 | 0   | 5.3  |
| 2012     | Ситл сторм       | 3  | 3  | 37.3 | 45.5 | 49   | 66.7 | 2.3 | 5   | 1   | 0   | 9.3  |
| Каријера | 8 година, 4 тима | 43 | 40 | 34.9 | 38.1 | 34.5 | 78.4 | 3.2 | 3   | 0.6 | 0.1 | 12.8 |

## Интернационална каријера
- 2001–2002:  Пољска Малгорзата дидек
- 2009:  Турска Фенербахче Истанбул